# Austrolebias juanlangi
Austrolebias juanlangi är en fiskart som beskrevs av Costa, Cheffe, Salvia och Litz 2006. Austrolebias juanlangi ingår i släktet Austrolebias och familjen Rivulidae. Inga underarter finns listade.